# 魯德基 (特諾皮爾州)
49°9′56″N 25°53′7″E / 49.16556°N 25.88528°E
魯德基（羅馬化：Rudky）是烏克蘭西部的村落，隸屬捷爾諾波爾州喬爾特基夫區科佩欽齊市鎮，位於喬爾特基夫北方約26公里，特諾皮爾東南方約58公里，處於尼奇拉瓦河畔，面積0.11平方公里，2001年人口61，人口密度每平方公里554.55人。